# Bistum Vasai
Das Bistum Vasai (lat.: Dioecesis Vasaiensis) ist eine in Indien gelegene römisch-katholische Diözese mit Sitz in Vasai-Virar. Ihr Gebiet umfasst die Subdistrikte Vasai, Bhiwandi, Shahapur, Wada, Jawahar, Palghar, Mokhada, Dahanu und Talasari im Bundesstaat Maharashtra.

## Geschichte
Das Bistum Vasai wurde am 22. Mai 1998 durch Papst Johannes Paul II. aus Gebietsabtretungen des Erzbistums Bombay errichtet und diesem als Suffraganbistum unterstellt.

## Bischöfe von Vasai
- Thomas Dabre, 1998–2009, dann Bischof von Poona
- Felix Anthony Machado, 2009–2024
- Thomas D’Souza, seit 2024